# Aleksander Bronisław Ożarowski

Herb Rawicz

Aleksander Bronisław Ożarowski herbu Rawicz (zm. 1710) – kasztelan sanocki.
Pochodził z rodu Ożarowskich herbu Rawicz. Poślubił Dorotę z Bidzin. Z małżeństwa urodziła się córka Teresa, późniejsza żona Stanisława Krasińskiego, kasztelana małogoskiego.
Od 1699 roku był stolnikiem ziemi sandomierskiej. W latach 1701–1710 pełnił urząd kasztelana sanockiego.